# 切卡林
54°06′N 36°15′E / 54.100°N 36.250°E
切卡林（俄语：Чека́лин）是俄羅斯圖拉州西北部的一個城市，臨奧卡河，距首府圖拉以西106公里。2002年人口1,151人。是俄羅斯第二小的城市，僅次於印古什共和國首府馬加斯。
1565年建立，1776年設市。1944年改稱現名，以紀念游擊隊員亞歷山大·切卡林。